# Molasse de Villarlod
 (août 2016).
Si vous disposez d'ouvrages ou d'articles de référence ou si vous connaissez des sites web de qualité traitant du thème abordé ici, merci de compléter l'article en donnant les références utiles à sa vérifiabilité et en les liant à la section « Notes et références ».
La Molasse de Villarlod ou carrière de Villarlod est une carrière d'exploitation de molasse (grès molassique) du canton de Fribourg, encore en exploitation en 2024. Le début de l'exploitation date des années 1880 où à cette époque, on utilisait la force de l'eau pour scier la pierre.

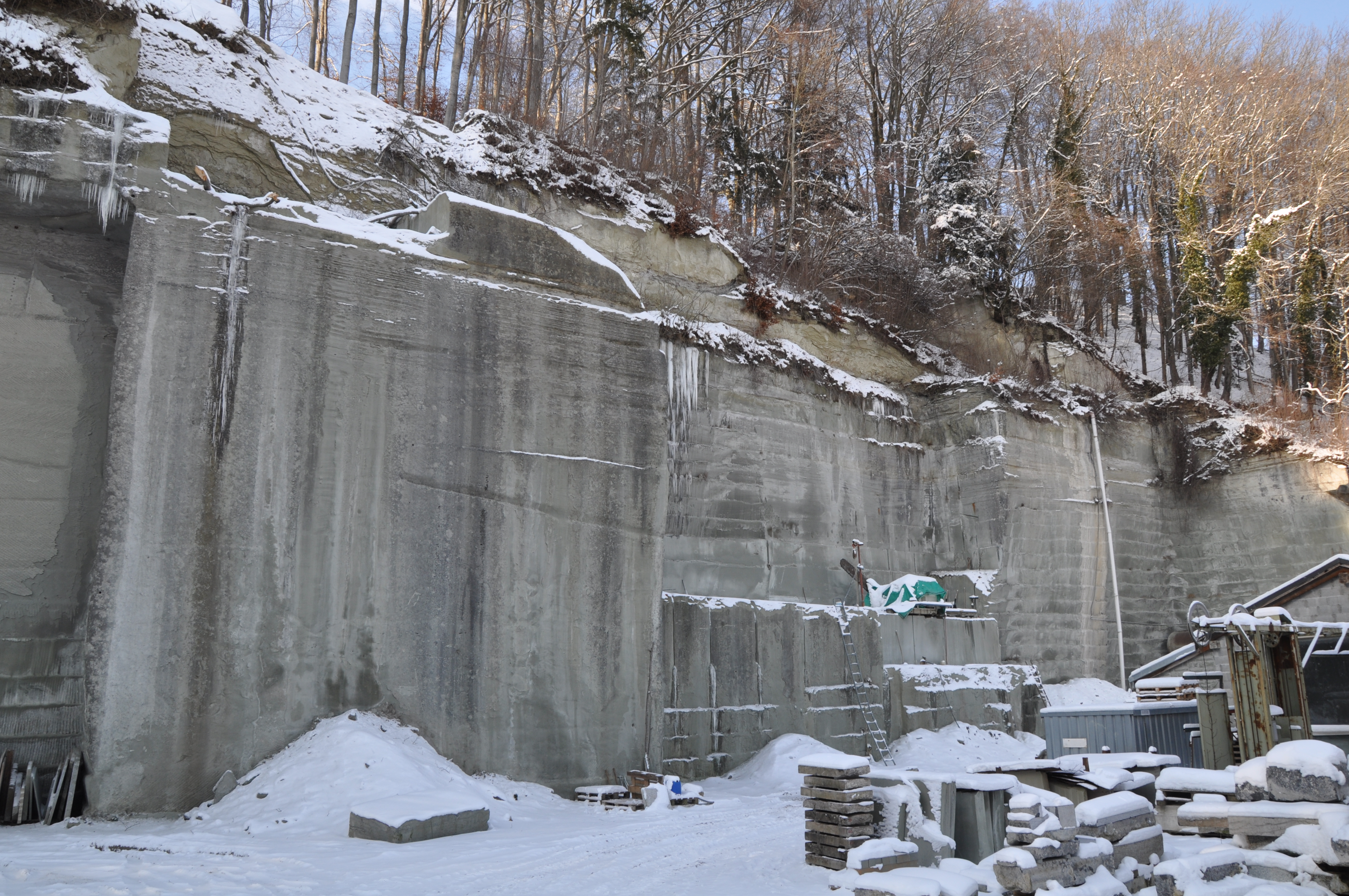
Carrière de molasse de Villarlod.

## Situation géographique
Les pierres commercialisées sous les noms de « molasses bleue et jaune de Villarlod » et « grès de Villarlod » sont extraites à l'est de Villarlod, sur le territoire de la localité de Villarsel-le-Gibloux (commune de Gibloux), à une vingtaine de kilomètres au sud-ouest de Fribourg. La carrière est ouverte dans le flanc est d'une petite colline, sur la rive droite du ruisseau du Glèbe (affluent de la Glâne) au nord-ouest du Gibloux.

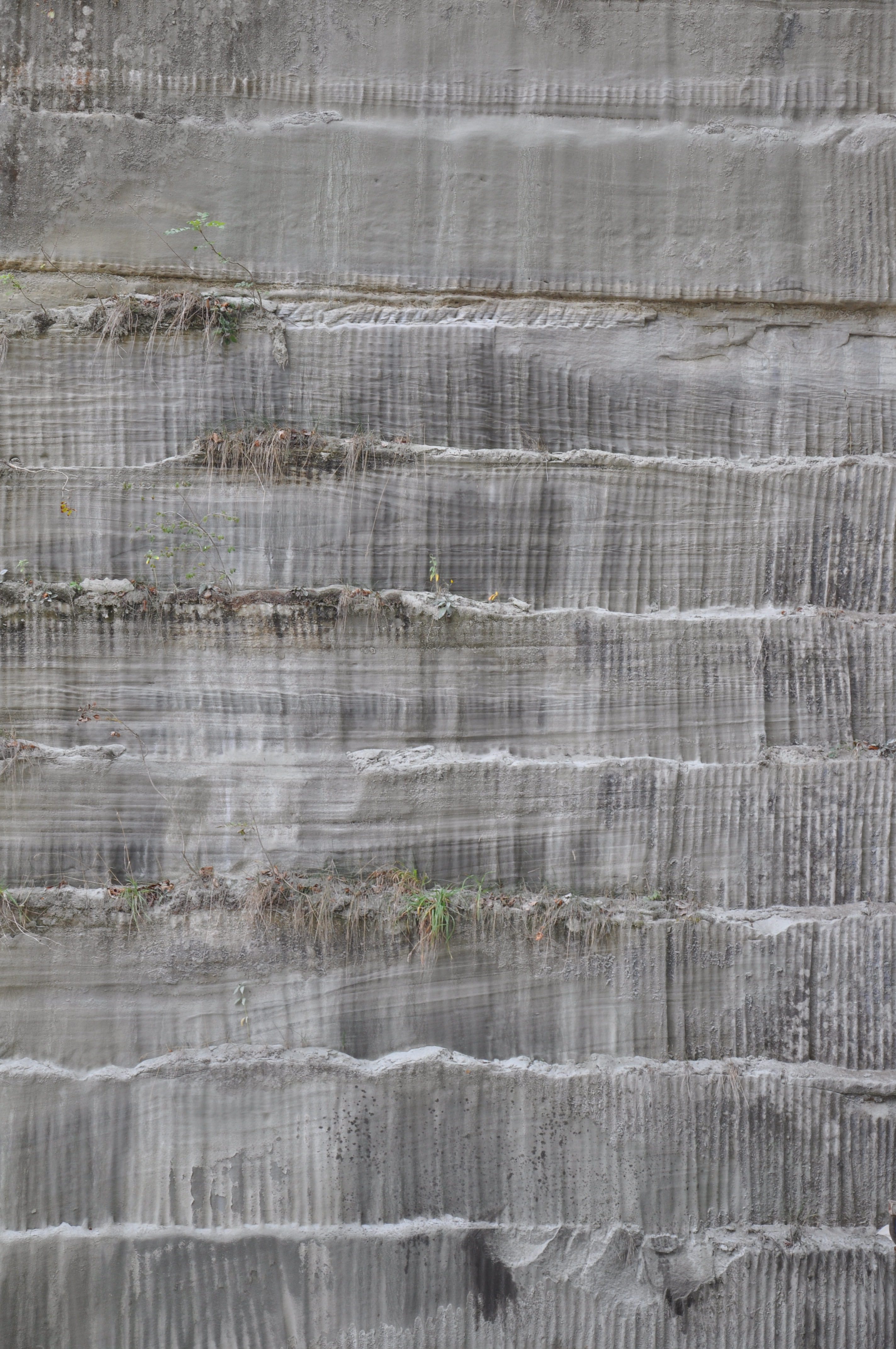
Ancien front d'exploitation.

## Caractéristiques de l'exploitation
Située à 760 mètres d'altitude, la carrière montre, sous une découverte de faible épaisseur (de 0,5 à 1 mètre), un front de taille d'environ 20 mètres de hauteur et 250 mètres de longueur : la profondeur d'exploitation est d'environ 30 mètres.
L'extraction à ciel ouvert se fait par paliers. Des saignées verticales sont pratiquées avec une haveuse à chaîne ; les blocs sont ensuite levés avec des coins métalliques introduits dans des trous pratiqués à la perforatrice parallèlement au litage. Les blocs ainsi découpés sont alors basculés en bas de la carrière où le choc est amorti par des pneus disposés sur le sol. Les blocs havés sont transportés par un half-track et généralement sciés sur place : pour les blocs, les dimensions les plus usuelles sont de 100 x 185 x 100 cm ; pour les plaques (100 x 185 cm), l’épaisseur est variable, généralement de 6 à 15 centimètres. La carrière dispose actuellement d'une nouvelle installation de bardage. Les blocs de plusieurs tonnes sont transportés au moyen d'un Derrick (grue de carrière) installé sur les hauts des falaises.
Le rendement annuel est d'environ 250 m3 pour deux personnes employées à l’exploitation.
Remarques :
1. Pendant l’hiver, le travail d’extraction cesse. Pendant les périodes de gel, la pierre est en effet difficile à déliter et en outre, les pierres contenant encore leur eau de carrière peuvent subir des dommages (éclatements) dus au gel. C’est également pour cette raison que des mesures sont prévues pour mettre les pierres extraites avant l’hiver et stockées en carrière à l’abri de l’eau (pluie et neige) ;
2. Autrefois, les saignées se faisaient à l’escoude, sorte de pioche à deux tranchants terminés en forme de bec d’âne : en Suisse romande, cet outil est aussi appelé « tranche » ou « trancheuse ». En une journée de travail, soit 10 à 12 heures, un bon trancheur pouvait ouvrir la masse sur environ 1 m2. Ce travail pénible a été remplacé par la suite par le fil hélicoïdal. On notera donc que, même dans le passé, cette pierre n’a jamais été extraite à coup de mine.

### Situation géologique
Les pierres exploitées à Villarlod sont des grès glauconieux tendres et poreux à ciment calcaire situés stratigraphiquement dans la Molasse marine supérieure du Tertiaire extra-alpin (Burdigalien).

### Lithographie
Le front d'exploitation de la carrière, puissant d'une vingtaine de mètres, se présente comme une masse quasi monolithe dans sa partie inférieure ; la partie supérieure montre par contre un litage dû soit à l'intercalation dans les grès de minces passées gréso-marneuses, soit plus fréquemment à des variations assez brusques de la granulométrie des grès.
Les couches sont pratiquement orientées nord-sud avec un faible pendage de 1 à 3° vers l'est. On trouve de bas en haut : 
- un grès à grain grossier, de teinte vert-bleuâtre, s'affinant vers le sommet (niveau 1 ; épaisseur ± 10 m) ;
- un grès à grain moyen à fin, de teinte gris-verdâtre, stratifié d'autant plus finement que l'on s'approche du sommet (niveau 2 ; épaisseur ± 3 m) ;
- un grès à grain moyen à grossier, de teinte vert-bleuâtre, s'affinant vers le sommet où il est finement stratifié ; ce grès est marqué à sa base par une passée gréso-marneuse de quelques centimètres et contient quelques minces passées marneuses discontinues (niveau 3 ; épaisseur ± 3 m) ;
- une passée gréso-marneuse d'environ 1 mètre, pouvant localement être plus ou moins épaisse et plus ou moins chargée en passées gréseuses ;
- un grès de teinte jaune-brunâtre (sous la découverte) (niveau 4, molasse jaune).

## Caractères macro et microscopiques des molasses et grès de Villarlod

### Caractères macroscopiques
Les grès commercialisés sous les dénominations de « molasse bleue » et de « molasse jaune » sont des roches à grain hétérogène. La molasse bleue est de teinte gris-verdâtre à vert-bleuâtre et à grain plutôt grossier. La molasse jaune est de teinte jaune-brunâtre et à grain plutôt moyen, voire fin.
Sur un fond quartzo-feldspathique, nacré ou terreux, à grains anguleux, se détachent des granules pratiquement noirs, souvent bien arrondis et lisses, de glauconite ; ce mouchetage apparaît plus ou moins dense suivant les zones examinées et il est d'autant plus net que la roche est plus claire, c'est-à-dire généralement à grain plus fin.
La pierre appelée grès de Villarlod se distingue de la molasse bleue par une granulométrie plus fine et une teinte plutôt grise que verdâtre sur laquelle se marque le fin mouchetage noir de la glauconite ; sur échantillon, ce grès peut montrer un fin litage qui est presque toujours absent dans la molasse bleue plus grossière.
Les paillettes de mica blanc sont assez rares, grosses dans la molasse bleue, plus fines et plus abondantes dans le grès et la molasse jaune, roches dans lesquelles la texture litée apparaît grossièrement.

### Caractères microscopiques

#### Description générale
Les roches de Villarlod sont des grès subarkosiques à ciment calcitique. 
La fraction quartzo-feldspathique, prédominante, peut être estimée à 60-70 %, soit environ 50 à 60 % de quartz, 10 à 15 % de feldspaths (plagioclase, orthose, microcline) et 5 % de débris de roches (surtout des quartzites et des cherts). Les autres minéraux présents sont la glauconite (3 à 5 %), la biotite (presque toujours chloritisée), la chlorite, le mica blanc et l'épidote et, de façon tout à fait accessoire, le sphène, le grenat, la tourmaline, du minerai noir opaque (dont un peu de pyrite). La calcite, qui constitue de 20 à 30 % de la minéralogie, est le seul ciment. À noter également la présence de quelques tests de foraminifères. La granulométrie est généralement très hétérogène et le classement médiocre à mauvais.
Le quartz et les feldspaths sont en grains subanguleux à subarrondis dont le diamètre maximum atteint 0,7 à 0,8 mm. Le feldspath est souvent fortement altéré.
La glauconite, rassemblée en agrégats de polarisation, forme des grains sphériques ou oblongs bien arrondis, indépendants.
La calcite se présente soit en agrégats de grains micro- à crypto-cristallins, soit en plages monocristallines, le plus souvent libre et isolée entre les grains de la fraction détritique.
On n'observe pas d'accroissements secondaires (diagénétiques) de quartz ou de feldspaths, et ce n'est que très rarement que l'on observe des corrosions des éléments détritiques (feldspaths) par le ciment carbonaté.
Remarques :
1. Dans certaines roches, y compris celles à grain grossier, on peut observer une stratification microscopique due soit à des grains de quartz anguleux, mais allongés avec leur plus grand diamètre parallèle à une seule direction, soit à une orientation du même type des plages du ciment calcique, voire des grains oblongs de glauconite, soit encore aux minéraux phylliteux (biotite, chlorite, mica blanc) coincés et écrasés entre les autres phases minéralogiques de la fraction détritique. Les figures 6, 7 et 8 montrent l’aspect microscopique général des grès de Villarlod.

#### Granulométrie
Dans les grès grossiers (type « molasse bleue »), le plus grand diamètre des grains de la fraction détritique varie de 0,1 à 0,8 mm : dans ce cas, c'est généralement la fraction granulométrique 0,4 - 0,5 mm qui est la plus abondante.
Dans les grès à grain moyen (type « molasse bleue » - partie supérieure, « molasse jaune » (*) et « grès » - partie inférieure), la fraction supérieure à 0,5 mm est nettement moins abondante que dans les grès grossiers et, bien que l'hétérogénéité granulaire subsiste (de 0,1 à 0,5 mm), le diamètre maximum des grains de la fraction détritique la plus abondante est de 0,3 à 0,4 mm.
Dans les grès fins (type « II grès » et « molasse jaune » (*) - partie supérieure), l'hétérogénéité granulaire est moins marquée que dans les deux types précédents, et le diamètre maximum de la fraction détritique la plus abondante est de 0,2 à 0,3 mm, voire de 0,1 à 0,2 mm dans les grès très fins et finement lités (dans ce dernier cas, la proportion d'éléments phylliteux peut atteindre 5 à 6 % horizons grésa-marneux).

#### Structure et ciment
Tous ces grès sont typiquement des arénites n'ayant pas, ou très peu, de matrice (c'est-à-dire de particules fines "remplissant" les espaces intergranulaires), mais à leur place un système de pores remplis par un ciment calcitique de précipitation.
La calcite en plages bien cristallisées, monocristallines, provenant de la recristallisation des agrégats de grains crypto- à micro-cristallins, forme à peine 50 % du ciment. Celui-ci est donc peu évolué et ne moule qu'imparfaitement les grains de la fraction détritique ; il apparaît en outre isolé entre les grains de cette fraction, sans liaison jointive avec d'autres plages intergranulaires.
Il n'est d'ailleurs pas exceptionnel d'observer des assemblages de grains détritiques de quartz et de feldspath simplement accolés et sans ciment entre eux. 
Tout ceci explique la structure assez lâche de ces grès, d'où leur faible cohésion et leur porosité élevée quelle que soit la grosseur des grains. 
Dans les grès fins, le ciment est un peu plus abondant et surtout mieux réparti que dans les grès grossiers : ces roches ont donc une meilleure cohésion bien que les liaisons avec la fraction détritique restent très imparfaites et que la porosité intergranulaire reste très élevée soit que les vides entre grains sont dépourvus de ciment, soit que ces vides ne sont que partiellement remplis (cas général).

#### Couleurs
On peut constater que la diminution de la grosseur du grain de ces grès amène le passage de tonalités verdâtres à des tonalités plutôt grisâtres.
La tonalité verdâtre est due à la présence de glauconite (accessoirement à la présence de chlorite et biotite chloritisée) ; elle est d'autant plus marquée que les grains glauconieux sont plus gros : ce sont donc les grès grossiers (« molasse bleue ») qui sont le plus colorés (la teneur en glauconite est en effet pratiquement la même dans les grès fins, moyens et grossiers, mais la grosseur des grains glauconieux évolue de la même façon que la granulométrie moyenne de la roche).
Dans les grès fins, la glauconite apparaît donc davantage comme un mouchetage noirâtre qui se détache sur le fond quartzo-feldspathique à ciment de calcite. Dans les roches jaunes, la glauconite est toujours présente comme un mouchetage mais ici, on peut suivre au microscope, au contact des grains de la fraction quartzo-feldspathique, dans les pores ainsi que dans le ciment de calcite, des traces ou granulés isotropes de matière brunâtre, sans doute limoniteuse, responsables du changement de teinte. Dans ces roches, la biotite est d'ailleurs fréquemment oxydée, les amas glauconieux plus rarement : la teinte jaune-brunâtre et l'aspect terreux de ces roches sont donc dus à une altération (oxydation) qui a suivi le dépôt des sédiments.
A l'affleurement, certains grès grossiers à moyens (type niveau 3, par exemple), franchement verts lorsque la cassure est fraîche, prennent une teinte d'altération superficielle jaunâtre rappelant celle des roches jaune-brunâtre.

## Utilisations et références
Les pierres de Villarlod sont essentiellement utilisées comme pierres de taille (en élévation, en tablettes, en bordures) et comme pierres de cheminée (autrefois comme pierres à fourneau). Dans le recensement des carrières suisses de pierres naturelles de 1915, on cite comme référence d’utilisation pour les pierres de Villarlod :
- bibliothèque de Fribourg ;
- villa Gorboud, Gambach ;
- buffet de Cottens ;
- banque d’Etat et Casino-Théâtre à Lausanne.

Ces pierres ont aussi été utilisées pour la construction ou la restauration de :
- église et cure de Villarlod (de 1908 à 1911) ;
- école d'Estavayer-le-Gibloux (environ 1920) ;
- rue des Bouchers à Fribourg ;
- église de Romont (depuis 1968-1969) ;
- façade du Café du Commerce, place du Molard à Genève (1974-1975) ;
- hôtel de ville de Genève (1966-1972) ;
- ancienne Polyclinique de Lausanne (2012-2014) ;
- église Saint-Maurice à Fribourg (2012-2015) ;
- manoir de Ban (Musée Charlie Chaplin) à Corsier-sur-Vevey (2015).